# Marceline Desbordes-Valmore
Marceline Desbordes-Valmore (Douai, 20 giugno 1786 – Parigi, 23 luglio 1859) è stata una poetessa, scrittrice e attrice teatrale francese.

## Biografia
Nata Marceline Desbordes è la figlia di un pittore di stemmi (peintre en armoiries), divenuto cabarettista a Douai dopo essere stato rovinato dalla Rivoluzione. Alla fine del 1801, Marceline e sua madre partono per la Guadalupa, dopo un soggiorno a Rochefort e a Bordeaux, dove Marceline fa l'attrice. Nel maggio del 1802 la madre di Marceline muore di Febbre gialla e nel settembre dello stesso anno Marceline, di ritorno alla metropoli, recita in teatro a Lilla e a Douai. Attrice e cantante (chanteuse), si esibisce particolarmente all'Opéra-Comique e al La Monnaie/De Munt a Bruxelles, dove veste i panni di Rosina ne Il barbiere di Siviglia di Beaumarchais. Nel corso della sua carriera teatrale recita sovente nel ruolo della donna ingenua. Ella è protagonista in più drammi di Pigault-Lebrun, incontra Talma, che ammira, Marie Dorval e soprattutto Mademoiselle Mars, che sarà la sua amica fino alla fine dei suoi giorni.
Nel 1816 Marceline perde un figlio di cinque anni di età, nato dalla relazione con un commediante, che chiama Olivier nelle sue poesie. Si sposa nel 1817 con un attore, Prosper Lanchantin, detto Valmore. Da lui avrà tre bambini, di cui uno solo Hippolyte Valmore, le sopravviverà. Nel 1819 pubblica la sua prima raccolta di poesie, Élégies, Marie et Romances. In seguito le sue opere più importanti saranno nel 1824 Élégies et poésies nouvelles, nel 1833 Pleurs, nel 1839 Pauvres fleurs e nel 1843 Bouquets et prières, tutte opere in cui traspaiono con concisione il lirismo e la arditezza della versificazione, che le faranno avere una pensione reale sotto Luigi-Filippo e diversi riconoscimenti accademici. Marceline compone anche delle novelle e dei Racconti per bambini, in prosa e in versi.
La sua istruzione limitata è compensata dal suo grande lavoro di autodidatta. Honoré de Balzac, che ammirava sinceremente il suo talento e la spontaneità dei suoi versi, descrivendoli:
scriveva nell'aprile del 1834 parlando di lei:
Marceline è considerata anche una poetessa che ha giocato un ruolo maggiore nell'evoluzione della scrittura di Paul Verlaine (che le avrebbe dedicato un profilo critico nella seconda edizione, datata 1888, dei suoi Poeti maledetti), il quale dichiara:

Gli piace il fatto d'avere introdotto delle forme nuove: 

Il suo personaggio romantico di autodidatta la cui vita sfortunata avrebbe alimentato una sensibilità femminile non è molto estraneo a questo successo. Charles Baudelaire s'interessa più alla persona che ai versi quando afferma: 
... seguito di questo da tutta una tradizione fino al XX secolo.

## Una poesia d'avanguardia
Prima per data fra i poeti del romanticismo, una delle più grandi poetesse francesi dopo Louise Labé, Marceline Desbordes-Valmore, a dispetto di una prolissità discontinua, è in realtà una precorritrice inattesa dei maestri della poesia francese moderna: Rimbaud e soprattutto Verlaine. Si deve a lei l'invenzione di più di un ritmo: quello di undici sillabe e la genesi di Romances sans paroles.
Considerata ignorante dai contemporanei, in realtà fu una sapiente misconosciuta. In più, lei fu la madrina indiscussa delle «muse» della fine del secolo: Anna de Noailles, Gérard d'Houville, Renée Vivien, Cécile Sauvage, Marie Noël. La sua importanza non fa che crescere con il tempo: resta ancora da scoprire.

## Curiosità
- Una delle sue poesie, Les roses de Saadi, è oggetto di canzonatura da parte di BD nell'opera umoristica di Marcel Gotlib, La Rubrique-à-brac. Questa poesia è anche stata messa in musica da un gruppo di rock alternativo francese,"les Hurleurs", nel loro album Bazar del 2000.
- Julien Clerc ha musicato Les séparés e l'ha registrata sul suo album Julien (1996). Guillaume Jouan ha fatto lo stesso per la Sincère, interpretata da Karin Clercq (Après l'Amour, 2005). Benjamin Biolay ha ugualmente interpretato "Les séparés" (in versione bonus track) nel suo album Trash Yéyé apparso nel settembre del 2007.

## Opere
- Chansonnier des grâces (1816)
- Élégies et romances (1819)
- Elégies et Poésies nouvelles (1825)
- Album du jeune âge (1829)
- Poésies (1830)
- Les Pleurs (1833)
- Pauvres Fleurs (1839)
- Bouquets et prières (1843)
- Poésies inédite (1860, postume)

### Edizioni italiane

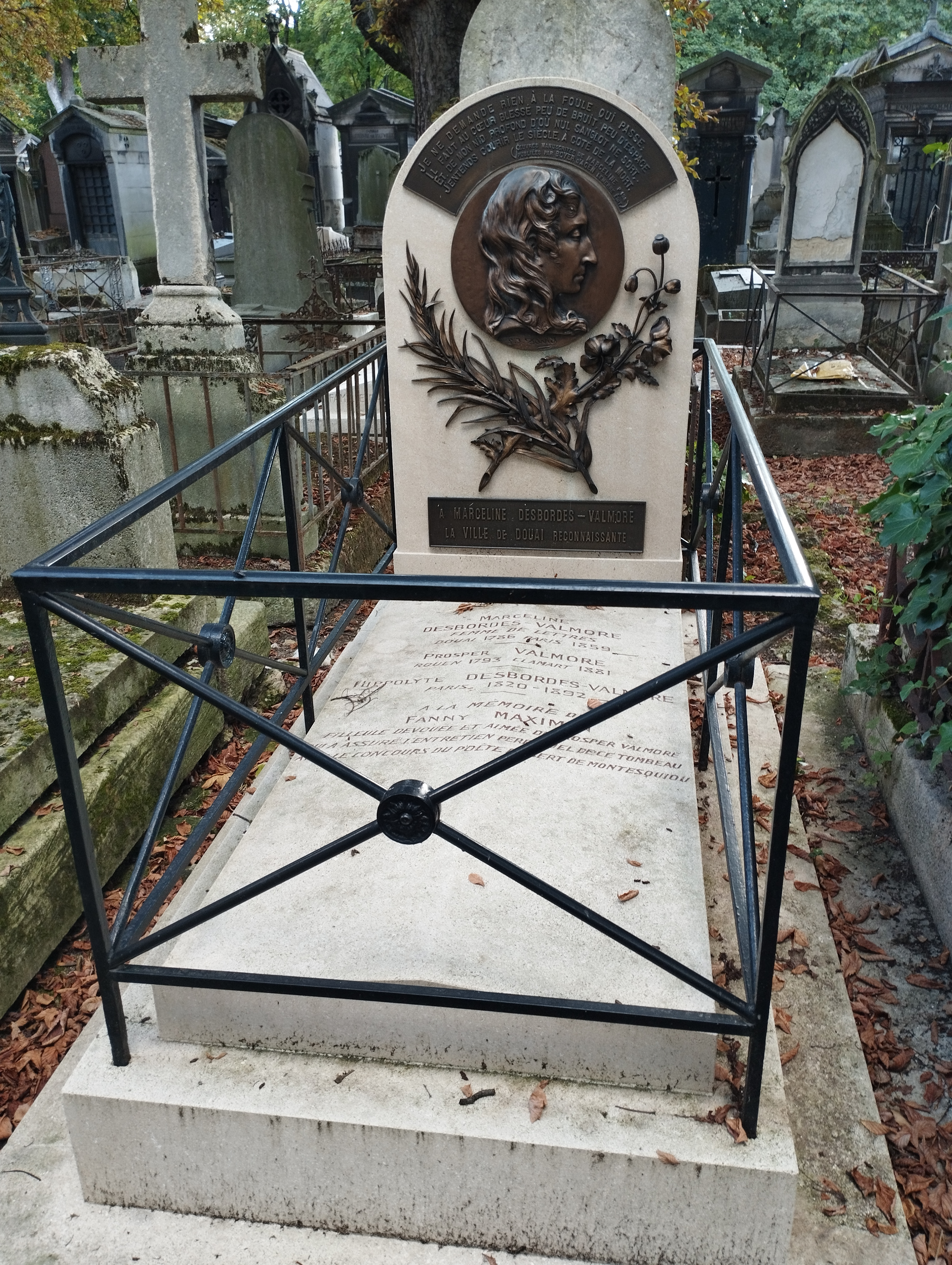
Tomba della poetessa.

- Liriche d'amore, a cura di Maria Luisa Spaziani, Ignazio Maria Gallino Editore, 2004